# Класове на Бер
Класовете на Бер (по името на френския математик Рене-Луи Бер) представляват класификация на прекъснатите функции на една реална променлива, базирана на броя на граничните преходи, които трябва да се извършат, като за нулев се приема класът на непрекъснатите функции. Формално, класовете на Бер {\displaystyle {\mathcal {B}}_{0},{\mathcal {B}}_{1},...,{\mathcal {B}}_{n},...} се дефинират както следва:
- {\displaystyle {\mathcal {B}}_{0}} (нулев клас на Бер) е класът на непрекъснатите функции,
- {\displaystyle {\mathcal {B}}_{\kappa }} ({\displaystyle \kappa \,}-ти клас на Бер) за произволно крайно или изброимо ординално число[1] {\displaystyle \kappa >0\,} е класът на всички функции, които не принадлежат към {\displaystyle \bigcup _{\kappa '<\kappa }{\mathcal {B}}_{\kappa '}}, но са (поточкова) граница на редица от функции принадлежащи към {\displaystyle \bigcup _{\kappa '<\kappa }{\mathcal {B}}_{\kappa '}}.

Функциите, принадлежащи на класовете на Бер се наричат функции на Бер.
Бер въвежда тази класификация в докторската си работа от 1898 г., в отговор на поставения от Дини през 1878 г. въпрос, дали всяка функция на една реална променлива може да бъде представена „аналитично“ чрез граничен преход от познати функции, и вдъхновен от идеята на Вайерщрас за представянето на непрекъснатите функции като граничен преход от полиноми (виж теорема на Стоун-Вайерщрас). През 1905 г. Лебег доказва, че класовете на Бер не са празни, а също така, че съществуват функции, които лежат извън класификацията на Бер (тоест не са функции на Бер). Той успява освен това да покаже, че за всяка измерима функция {\displaystyle f\,} съществува функция на Бер, която се различава от {\displaystyle f\,} върху множество с мярка не по-голяма от нула, и че функциите на Бер са измеримите по Борел функции.